# Burkhard Wilhelm Seiler

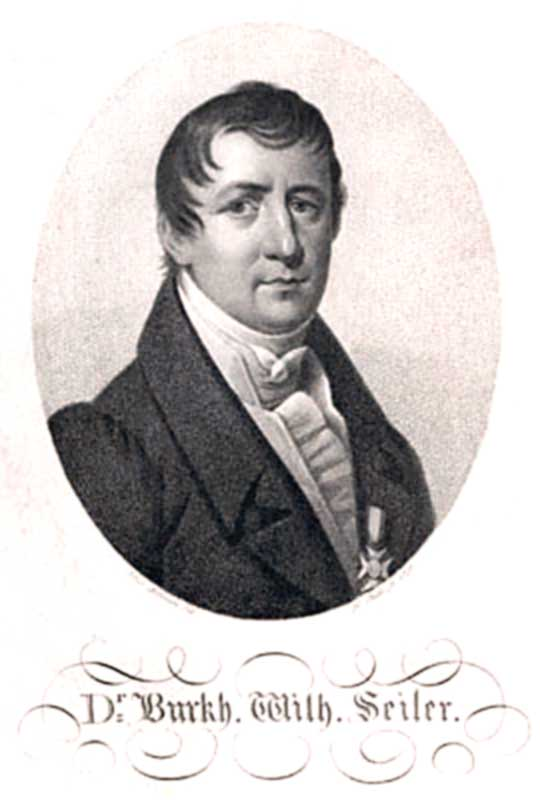
Burkhard Wilhelm Seiler

Burkhard Wilhelm Seiler (* 11. April 1779 in Erlangen; † 27. September 1843 in Dresden) war ein deutscher Mediziner.

## Leben
Der Sohn des Theologen Georg Friedrich Seiler (1733–1807) studierte seit 1796 an der Universität Erlangen, wo er 1799 zum Doktor der Medizin promovierte. Nachdem er sich an Spitälern in Würzburg, Bamberg, Wien und Berlin weitergebildet hatte, wurde er als Nachfolger von Traugott Karl August Vogt 1802 als Prosektor des Anatomischen Theaters der Universität Wittenberg angestellt. 1804 übernimmt er das Substitut von Johann Gottfried Leonhardi und als er einen Ruf von der Universität Charkow als Professor erhielt, ließ er sich in Wittenberg nur noch halten, indem man ihm zusicherte, ihm eine ordentliche Professur einzurichten. Da aber Vogt zwischenzeitlich verstorben war, übernahm er 1807 dessen ordentliche Professur für Anatomie und Chirurgie.
Bei der Übernahme der Professur handelte er eine ansehnliche Zulage aus, da er als Professor die Lehrmittel aus eigener Tasche finanzieren musste. Seine Vorlesungen behandelten Themen zur Therapie, Chirurgie, Physiologie, Gerichtsmedizin und er hielt alljährlich einen vollständigen Kursus über Anatomie. Ferner verbesserte er die Inventare des Anatomischen Theaters, legte Präparierstuben an und unterstützte auch die Herstellung von Präparaten. Mit seinem 1802 erschienenen Werk Commentatio primas lineas anatomiae chirurgicae complectens, ist er unter anderem der Begründer der chirurgischen Anatomie in Deutschland geworden. Einen durch Christoph Wilhelm Hufeland vermittelten Ruf als Professor an die Universität Königsberg schlug er aus, da die sächsische Regierung ihm eine Zulage von 300 Talern gewährte und seiner Frau eine Witwenrente zusicherte.
1809 wurde er zudem Kreisphysikus des Kurkreises und Stadtphysikus in Kemberg. Nachdem er auch im Wintersemester 1811 das Rektorat der Hochschule geführt hatte, erlebte er auch die Zeit der Befreiungskriege. Wittenberg geriet 1813 ins Kreuzfeuer militärischer Auseinandersetzungen. Da große Teile der Stadt zerstört wurden, flüchtete der Hauptteil des akademischen Personals der Universität zunächst nach Kemberg. Jedoch lag Kemberg an einer militärisch stark frequentierten Straße, daher zog man es vor, den Hochschulbetrieb in Schmiedeberg fortzusetzen. Hier harrte man mit einem geringen akademischen Betrieb aus und wartete ab. Schließlich hatte Sachsen als Verbündeter Napoleons eine Niederlage erlitten. Durch den Wiener Kongress kamen die sächsischen Gebiete um Wittenberg zu Preußen. Man beschloss nach Fachberatungen die Zusammenlegung der Universität Halle und der Wittenberger Hochschule. Somit entstand am 12. April 1815 die neue Universität Halle-Wittenberg. Ein Teil der Hochschullehrer suchte sich an anderen Orten eine neue Existenz. Im Jahr 1813 wurde er zum Mitglied der Leopoldina gewählt.
Seiler zog daher nach Dresden, wo mit Beschluss vom 15. Oktober 1815 eine chirurgisch medizinische Akademie zur Ausbildung von Ärzten für das sächsische Heer gegründet worden war. Seiler, der an der Planung zur Errichtung dieser Anstalt beteiligt war, wurde Direktor der am 3. August 1816 eröffneten Akademie und zum Professor der Therapie. 1817 wurde er zudem Rektor der dort gegründeten Tierheilschule und entwickelte die Anstalten maßgeblich mit.
1824 erweiterte sich sein Wirkungskreis, da er durch die Stilllegung des seit 1768 bestandenen Sanitätskollegiums die Bezirksärzte, die auswärts promovierten Ärzte, die Apotheker und Hebammen prüfen und staatswissenschaftliche Gutachten erstellen musste. Dadurch fand er Sitz und Stimme in der sächsischen Regierung und wurde 1827 zum Hof und Medizinalrat ernannt. Seiler wurde beauftragt, das sächsische Arzneibuch neu zu bearbeiten, er war Mitglied in der Cholerakommission und richtete eine Blutegelzuchtanstalt auf der Moritzburg ein. Nachdem er 1818 die Gesellschaft für Natur- und Heilkunde angeregt hatte, beteiligte er sich auch an der Herausgabe der Zeitschrift für Natur- und Heilkunde (1818–1830).
Sein Sohn, der Rittergutsbesitzer und Landwirt Otto Seiler (1818–1896), wurde als konservativer Politiker Mitglied des Sächsischen Landtags (II. Kammer, später I. Kammer).

## Werkauswahl
- Scarpa, Antonio: Anatomisch-chirurgische Abhandlungen über die Brüche. Aus dem Italienischen übersetzt und mit Zusätzen versehen von Burkhard Wilhelm Seiler, Renger Verlag, Halle (Saale) 1813, Leipzig 1822. (Digitalisat)
- Anatomiae corporis humani senilis specimen. Hilpert, Erlangen 1799. (Digitalisat)
- De morbis senum particula 1 et 2. Wittenberg 1806, 1807.
- Observationes nonnullae de testiculorum ex abdomine in scrotum descensu et partium genitalium anomaliis. Engelmann, Leipzig 1817. (Digitalisat)
- Naturlehre des Menschen mit Bemerkungen aus der vergleichenden Anatomie für Künstler und Kunstfreunde, Dresden 1825.
- Naturlehre des Menschen, für Künstler und Kunstfreunde. Erklärung der Kupfertafeln. Arnold, Dresden/Leipzig 1826. (Digitalisat)
- Belehrung über die asiatische Cholera für Nichtärzte. Hilscher, Dresden 1831. (Digitalisat)
- Die Gebärmutter und das Ei des Menschen in den ersten Schwangerschaftsmonaten, nach der Natur dargestellt. Dresden 1832. (Digitalisat)
- Beiträge zur Entwicklungsgeschichte der Eier und des Embryos der Thiere. Dresden 1833.[1]
- Beobachtungen ursprünglicher Bildungsfehler und gänzlichen Mangels der Augen. Walther, Dresden 1833. (Digitalisat)